# Шара (вершина)
Ша́ра (рос. Шара) — гірська вершина у північно-східній частині Великого Кавказу. Знаходиться на території Росії (південний Дагестан).